# Alkalischmelze
Die Alkalischmelze ist eine chemische Reaktion, bei der ursprünglich durch Umsetzung von aromatischen Sulfonsäuren mit geschmolzenem Natriumhydroxid oder Kaliumhydroxid Phenole hergestellt wurden. Die Alkalischmelze dient dabei als Reaktand oder Elektrolyt.
Bei späteren Versionen der Alkalischmelze wurden auch chlorierte Aromaten wie beispielsweise Chlorbenzol oder Chlortoluole eingesetzt. Bei der alkalischen Spaltung der Sulfonsäuren wird die Sulfonsäuregruppe durch eine Hydroxygruppe ersetzt, wobei die zunächst gebildeten Phenolate mit Salzsäure neutralisiert werden:
{\displaystyle {\ce {ArSO3Na + 2 NaOH -> ArONa + H2O + Na2SO3}}}
{\displaystyle {\ce {ArONa + HCl -> ArOH + NaCl}}}
Neben der Verwendung einer wasserfreien Alkalischmelze sind auch Verfahrensvarianten gebräuchlich, bei denen Schmelzen mit wässrigen Alkalien (Druckschmelzen) oder Kalischmelzen in Methanol oder Ethanol eingesetzt werden.
Die Phenole werden als Ausgangsstoffe für zahlreiche synthetische Farbstoffe verwendet.
Anorganische Verbindungen wie Siliciumdioxid werden von der Alkalischmelze gelöst.